# Florenci de Viena
Florenci de Viena (Gàl·lia, s. IV) fou un bisbe de Viena del Delfinat. És venerat com a sant per diverses confessions cristianes. De la seva vida no hi ha més notícies que la inscripció que confirma que assistí al concili de Valença en 374 com a bisbe de Viena. Hi ha una llegenda posterior, sense fonament, que consta al llibre episcopal de Leodegari i que ha estat transmesa pels martirologis. Segons ella, Florenci va viure sota l'imperi de Gordià, Felip, Deci, Gal i Volusià, i va morir màrtir a l'exili. El seu nom ja apareix al martirologi de sant Jeroni, assignat al 3 de gener.